# Гойхберг, Исроэл
Исроэл Гойхберг (также Срул (Исрул) Гойхберг, идиш ישׂראל גױכבערג‎; 1 января 1894, Теленешты, Оргеевский уезд, Бессарабская губерния — 6 сентября 1970, Нью-Йорк) — американский еврейский поэт, переводчик, педагог. Писал главным образом на идише.

## Биография
Срул Гойхберг родился в Теленештах, в семье кантора Велвла Гойхберга и Хаи Гутман — двоюродной сестры писателя С. Бен-Циона (Олтер Гутман). В двухлетнем возрасте переехал с родителями в Шаргород, оттуда в Немиров, потом вернулся обратно в Теленешты. В 1903 году во время еврейского погрома был убит его старший брат. Учился в хедере, затем с домашними учителями и в модернизированном хедере (хедер метукан), и, наконец, в городской школе в Хотине и в русской гимназии в Каменец-Подольске. Учился на аптекаря в Каменец-Подольске, затем работал аптекарским помощником в нескольких бессарабских местечках до эмиграции в Америку в 1913 году.

### В Соединённых Штатах
С 1913 года жил в Бостоне, впоследствии в Вильямсбурге и Браунсвилле, работал на обувной фабрике, потом учителем. В 1917—1921 годах учился в колледже на инженера в Айове, однако после окончания учёбы продолжил педагогическую деятельность в сети народных школ имени Шолом-Алейхема с преподаванием на идише в Бостоне (1921—1926) и вскоре стал президентом педагогического совета этой сети (1926). Основал одну из первых в стране средних школ с обучением на идише и иврите.
Писать палестинофильские стихи на иврите начал ещё в детские годы. На идише дебютировал в 14 ноября 1914 года в нью-йоркской газете «Фрайе арбетер штиме» (свободный рабочий голос), сотрудничал в газете «Идишер кемфер» (еврейский борец). Начиная с 1920-х годов публиковал стихотворения в различных периодических изданиях США, но всегда склонялся к детской поэзии. В 1920-м году основал и редактировал детский литературный журнал «Киндэр-Журнал» (собственно детский журнал) из своего офиса на Union Square в Нью-Йорке. Многие стихотворения Гойхберга были положены на музыку, некоторые стали народными или популярными детскими песнями и записываются различными музыкальными коллективами по сей день (например, «Драй Ингэлэх» — три мальчонки на музыку Н. Л. Заславского, «Амол ун хайнт» — давно и сейчас на музыку Лазаря Вейнера, «Дер мазлдикер хоз» — удачливый заяц в двух вариантах на музыку Пинхоса Ясиновского (1936) и на музыку Еле Кантера (1946), «Рунда-Рунда). Гойхберг сам издал несколько сборников своих стихотворений с нотами, а также составил и отредактировал большой иллюстрированный сборник песен с нотами на стихи еврейских поэтов «Ди гилдэрнэ павэ» (Золотая пава, 1949), который широко использовался еврейскими школами Америки и послужил прототипом многочисленных подобных песенников последующих десятилетий.
В вышедшую в 1922 году в Бостоне антологию «Эйгнс ун фремдс» (родное и чужое) вошли выполненные Гойхбергом переводы первой части поэмы М. Ю. Лермонтова «Демон», двух сонетов Петрарки и подборки народных песен на джудезмо. Детские стихи и переводы печатались в журналах «Дер уфкум» (восход), «Бодн» (почва) и «Киндерланд» (детская страна). Перевёл на русский язык поэму Йегойеша «Йов» (газета «Русский голос», Нью-Йорк, 20 сентября 1920).

### Литературная деятельность
Срул Гойхберг — также автор поэтических сборников для детей и взрослых «Гезанген фун ундзэр дор» (Напевы нашего поколения, стихи о Бостоне), «Гут-моргн» (С добрым утром, 1928), «Камцо ун Бар-Камцо» (Камца и Бар-Камца, поэма по мотивам агадической легенды о том как из-за Камцы и Бар-Камцы был разрушен Иерусалим, 1931), «Вертикалн» (Вертикали), «Немиров» (поэма-хроника о местечке, 1946), «Мит лайб ун лэбм» (Плотью и жизнью, 1963), «Мит а шмэйхл» (С улыбкой, 1963), «Ханыке-шпил» (Ханукальная игра, 1967).

## Семья
Троюродный брат — художник Нахум Гутман.